# Жар-птиця (фільм)
«Жар-пти́ця» (англ. Firebird) — романтичний військовий драматичний фільм 2021 року. Режисером, співавтором і співпродюсером виступив Пітер Ребаню. Фільм заснований на мемуарах Сергія Фетісова «Історія Романа». Головні ролі у фільмі зіграли Том Прайор, Олег Загородній та Діана Пожарська. Дії відбуваються під час холодної війни в СРСР. В ході фільму розповідається історія кохання між двома військовослужбовцями радянської армії: рядовим і льотчиком винищувача.
Світова прем'єра фільму відбулася на 35-му BFI Flare: Лондонський ЛГБТ-кінофестиваль 17 березня 2021 року Також був показ на 45-му Фреймлайн 27 червня 2021 року, де було отримано почесну згадку як найкращий перший повнометражний фільм. Фільм вийшов у міжнародний прокат компанією Roadside Attractions 29 квітня 2022 року.

## Сюжет
Сєрґєй — молодий рядовий, рахує дні до закінчення строкової служби. Його життя перевертається з ніг на голову, коли Роман, сміливий льотчик винищувача, прибуває на військову базу. Керуючись нагодою, Сергій і Роман переміщаються по нестабільної лінії між любов'ю та дружбою, оскільки між ними та Луїзою, секретаркою командира бази, утворюється небезпечний любовний трикутник. Серґєй змушений зіткнутися зі своїм минулим, оскільки кар'єра Романа під загрозою, а Луїза намагається зберегти свою сім'ю разом. Вони ризикують своєю свободою та життям перед обличчям загострення розслідування КДБ і страху перед всевидячим радянським режимом.

## Актори

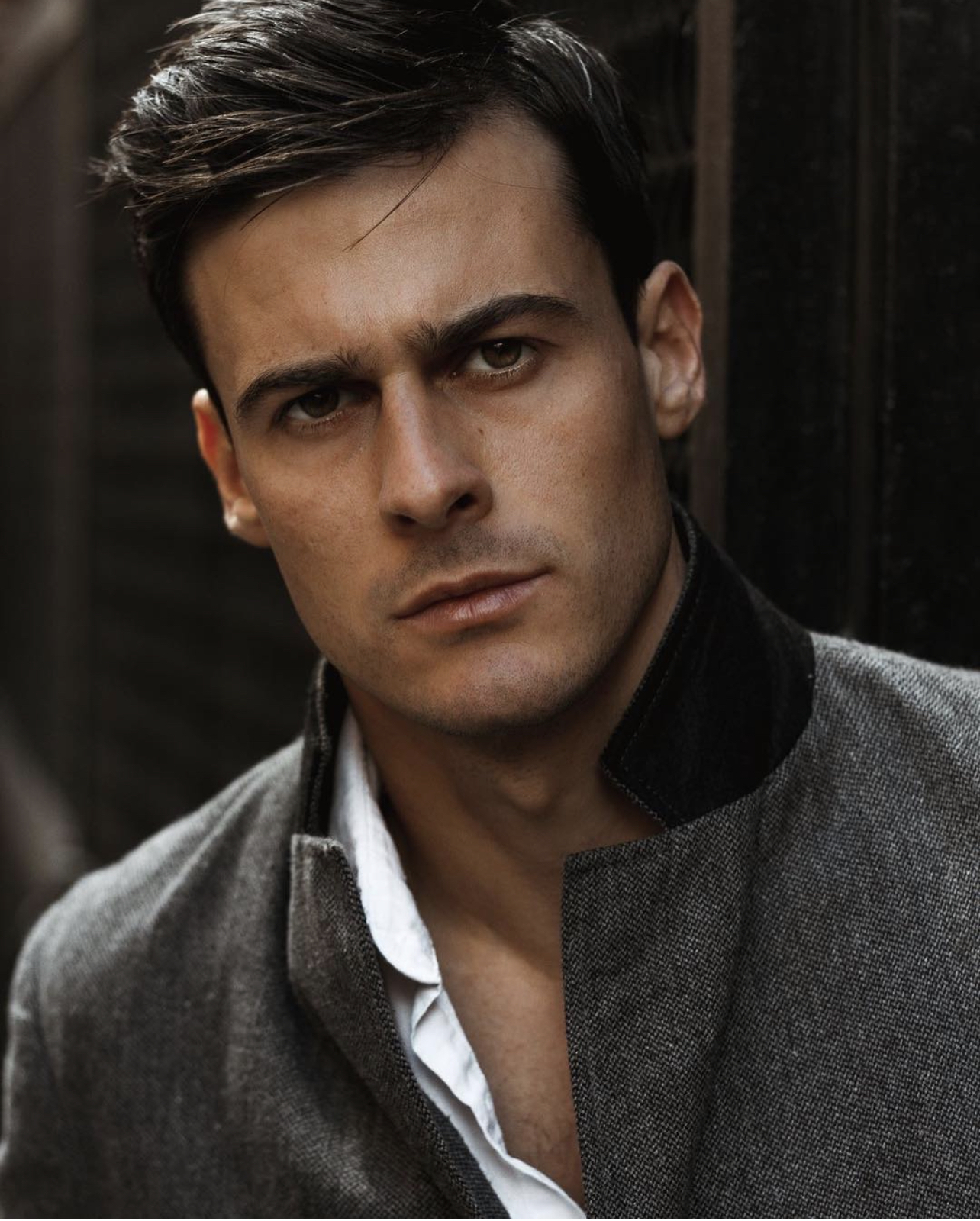
Олег Загородній, актор який зіграв Романа

- Том Прайор — Серґєй Сєрєбрєнніков, солдат-строковик;
- Олег Загородній — Роман Матвєєв, льотчик винищувача, лейтенант;
- Діана Пожарська — Луїза;
- Джейк Томас Хендерсон — Володя;
- Маргус Прангель — майор Звєрєв;
- Ніколас Вудсон — полковник Кузнєцов;
- Естер Кунту — Маша;
- Каспар Вельберг — льотчик Селенов;
- Сергій Лаврентєв — професор драми;
- Расмус Кальюярв — льотчик;
- Лаурі Мезепп — пілот;
- Карл-Андреас Кальмет — пілот;
- Володимир Надєїн — молодий призовник;
- Маркус Луїк — сержант Яніс.

## Виробництво

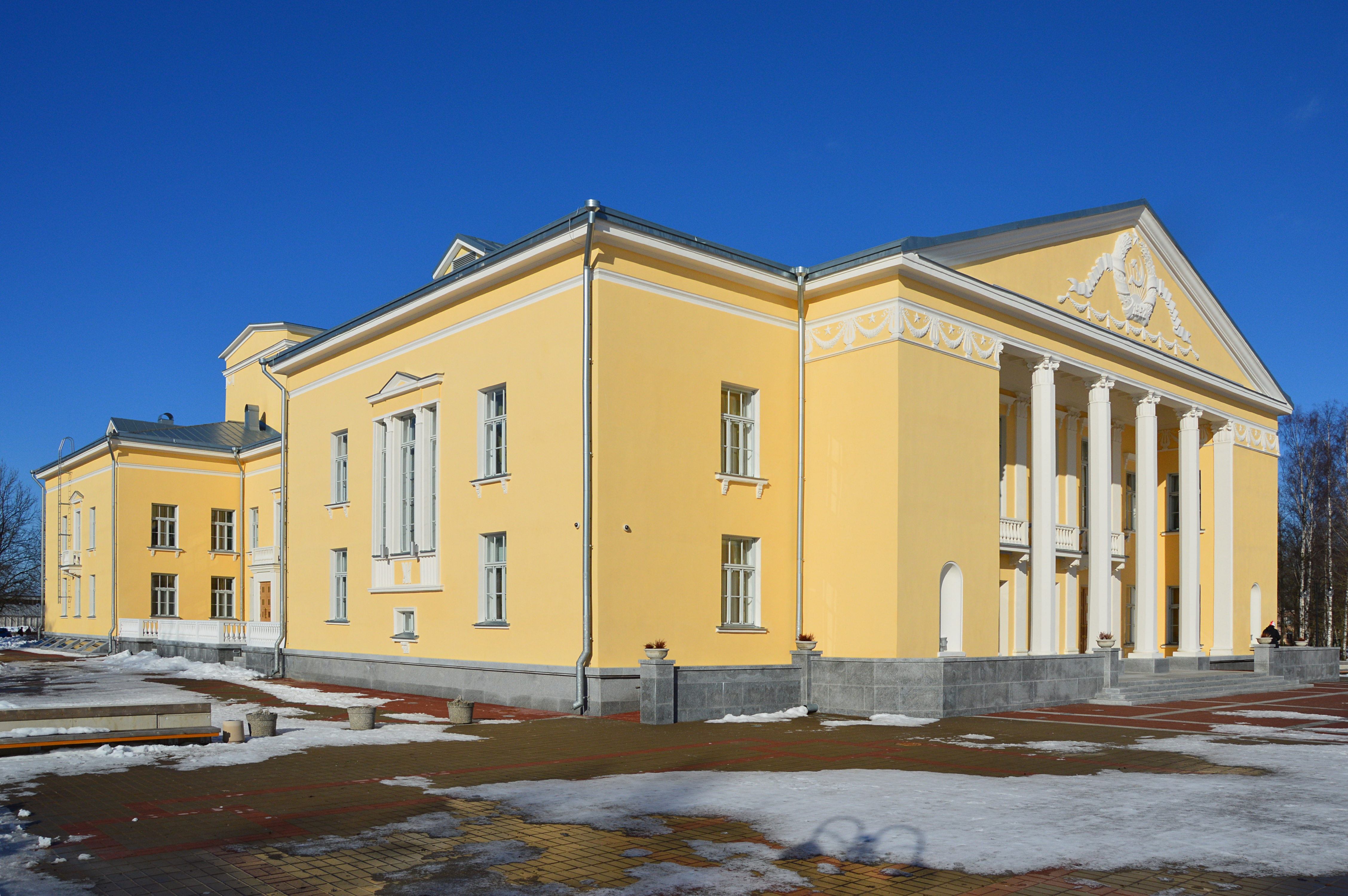
Восени 2018 року зйомки проходили в районі Культурного центру Кохтла-Ярве

Пітер Ребане вперше наткнувся на історію Жар-птиці в 2014 році, коли Сергій Лаврентьєв, кінокритик і актор, подарував йому копію «Історії Романа» Сергія Фетисова. Ребане співпрацював з актором і сценаристом Томом Прайором, більш відомим за стрічками «Теорії всього» та «Kingsman: Таємна служба».

### Кастинг
Прайору спочатку запропонували зіграти Сергія Сєрєбрєннікова, перш ніж взяти участь у написанні сценарію. Згодом на роль Романа Матвєєва був обраний український актор Олег Загородній. Загородній, який брав участь у кількох російських постановках, вагався щодо ролі, через свою слабку англійську.
Перебуваючи в Москві, Ребане зустрів Діану Пожарську, російську актрису і танцівницю, яка, на його думку, мала необхідну енергетику, щоб зіграти роль.

## Сприйняття
На веб-сайті оглядів Rotten Tomatoes, який класифікує відгуки лише як позитивні або негативні, 51 % із 37 відгуків є позитивними, із середнім рейтингом 5,50. Ренді Майєрс у своїй рецензії для San Jose Mercury News сказав, що це «глянсова та елегантна мелодрама, яка витає пристрастю та піднесена сильними цінностями виробництва, щирими виступами та сюжетною аркою, яка подорожує до несподіваних місць». У Дейлі міррор (Велика Британія) Льюїс Найт сказав, що «ні в якому разі не є революційним квір-романів, але це глянцева історія кохання з переконанням і справжньою історичною трагедією».

## Нагороди
| Нагорода                                                  | Категорія                                                                | Одержувач(і)                                 | Результат | Прим.  |
| --------------------------------------------------------- | ------------------------------------------------------------------------ | -------------------------------------------- | --------- | ------ |
| Austin Gay & Lesbian International Film Festival          | Кращий художній фільм                                                    | Петер Ребане                                 | Перемога  | [ 11 ] |
| Cleveland International Film Festival                     | Конкурс фільмів Центральної та Східної Європи Нагорода Джорджа Ґунда III | Петер Ребане                                 | Номінація | [ 12 ] |
| FilmOut San Diego, US                                     | Кращий повнометражний фільм                                              | Петер Ребане, Том Прайор, Бригіта Розенбрика | Перемога  | [ 13 ] |
| FilmOut San Diego, US                                     | Кращий режисер                                                           | Петер Ребане                                 | Перемога  | [ 13 ] |
| FilmOut San Diego, US                                     | Кращий актор                                                             | Том Прайор                                   | Перемога  | [ 13 ] |
| Frameline San Francisco International LGBTQ Film Festival | Кращий перший повнометражний фільм: Почесна нагорода                     | Петер Ребане                                 | Перемога  | [ 14 ] |
| Frameline San Francisco International LGBTQ Film Festival | Нагорода за видатний перший повнометражний фільм                         | Петер Ребане                                 | Номінація | [ 14 ] |
| Key West Film Festival                                    | Кращий ЛГБТК фільм                                                       | Петер Ребане                                 | Перемога  | [ 15 ] |